# Luohe (köpinghuvudort i Kina, Jiangxi Sheng, lat 28,21, long 117,18)
Luohe (kinesiska: 罗河) är en köpinghuvudort i Kina. Den ligger i provinsen Jiangxi, i den sydöstra delen av landet, omkring 140 kilometer sydost om provinshuvudstaden Nanchang. Antalet invånare är 48 650. Befolkningen består av 22 735 kvinnor och 25 915 män. Barn under 15 år utgör 22,0 %, vuxna 15-64 år 70 %, och äldre över 65 år 6,0 %.
Runt Luohe är det ganska tätbefolkat, med 222 invånare per kvadratkilometer. Närmaste större samhälle är Yingtan, 17,5 km väster om Luohe. Trakten runt Luohe består till största delen av jordbruksmark.
Genomsnittlig årsnederbörd är 2 741 millimeter. Den regnigaste månaden är juni, med i genomsnitt 480 mm nederbörd, och den torraste är oktober, med 37 mm nederbörd.